# Instinct (gedragspatroon)
Instinct is in de gedragsbiologie een aangeboren en soortspecifiek gedragspatroon, waarbij individuele cognitie, in de vorm van opgedane ervaring of leren, geen rol speelt. Het instinct van een dierlijk organisme is genetisch vastgelegd. In een specifieke situatie (stimulus) leidt instinct tot een specifiek actiepatroon (respons), bestaande uit een vaststaande opeenvolging van reflexen ('fixed action patterns'). Een voorbeeld is de respons (reactie) van een spin op trillingen (de stimulus) in haar web. Ook het voorafgaande bouwen van het spinnenweb is een voorbeeld van instinctief gedrag. 
Er is in de ethologie nog veel onderzoek gaande naar de vraag in hoeverre dierlijk gedrag al dan niet aangeboren/instinctmatig  is.

## Biologie

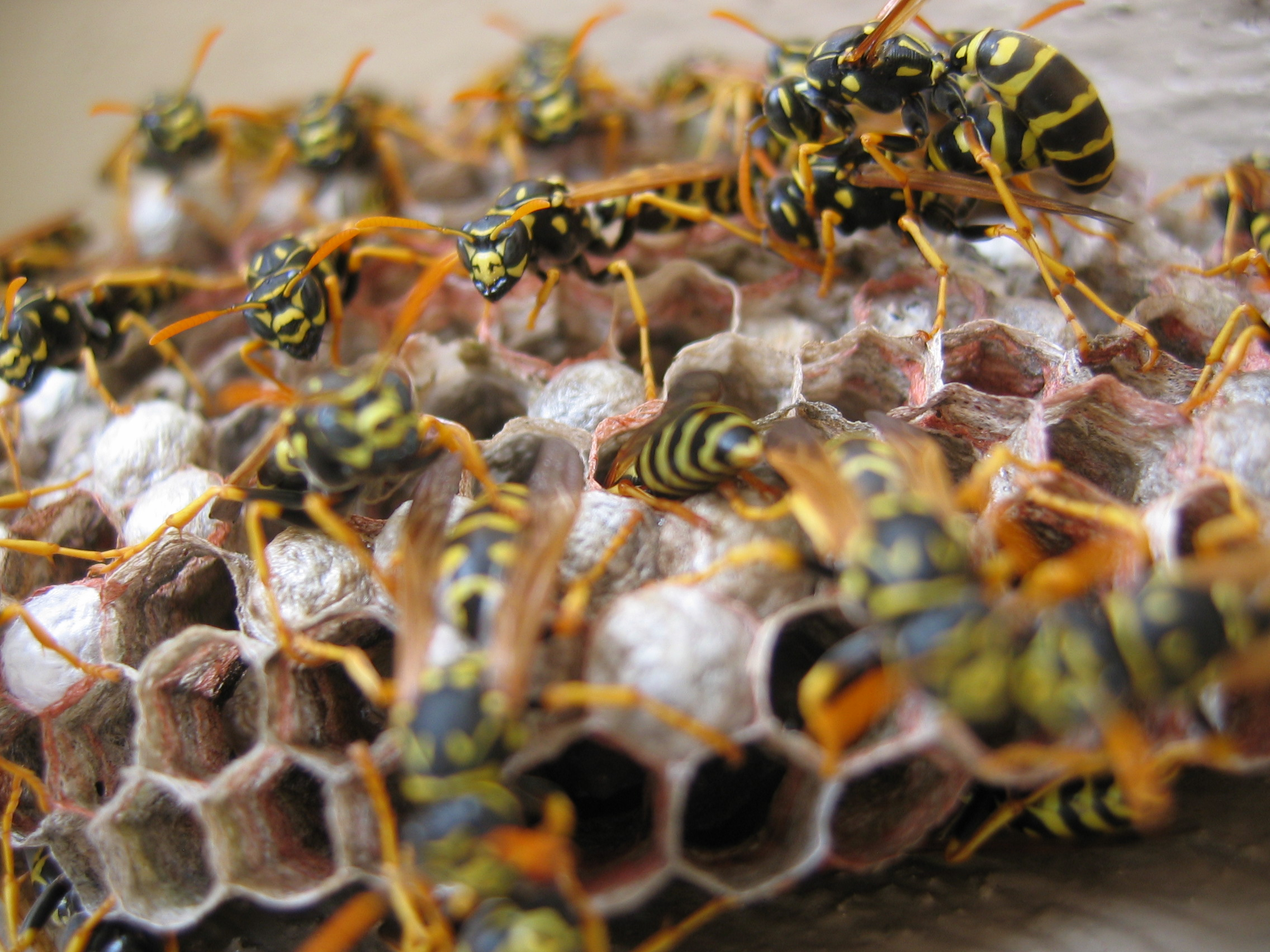
Het gedrag van deze sociale wespen is volkomen instinctief, maar heeft ook een grote complexiteit

In de ethologie is een instinct een opeenvolging van reflexen, die bij gewervelden, onder invloed van de hypothalamus, zowel intra-organisch als sensomotorisch optreden, en, van generatie op generatie, nauwelijks vatbaar zijn voor wijziging binnen de soort:
- Intra-organisch: dit betreft alle processen binnen het dierlijk organisme. Er treedt een inwendige keten van reflexen op die in de vakliteratuur beschreven worden als stimulus-responsprocessen (S-R).
- Sensomotorisch: van een volwaardig instinctenpatroon is sprake als het stimulus-responsmodel ook van toepassing is op het sensorische en motorische vlak:

Voorbeeld (overlevingsinstinct): hinde ziet leeuw (stimulus) ⇒ vluchtgedrag (respons).

## Erfelijkheid
Een instinctenpatroon kan behoorlijk uitgebreid zijn, zoals de nestbouw bij vogels of het baltsgedrag van de stekelbaars. De erfelijke component blijkt bijvoorbeeld uit onderzoek dat is verricht naar het nestbouwgedrag van verschillende agapornissoorten. Als twee agapornis-soorten gekruist worden, waarvan de ene soort (Agapornis roseocollis) nestbouwmateriaal tussen de veren stopt om het te vervoeren en de andere (Agapornis personata fischeri) het nestbouwmateriaal per stuk in de snavel vervoert, krijgen individuen van de hybride soort een opvallend gedragspatroon, waarbij ze steeds nestmateriaal tussen de veren stoppen en dan weer in de snavel nemen. Pas na drie jaar kan de hybride soort redelijk efficiënt het nestmateriaal in de snavel vervoeren, en zelfs dan probeert hij het soms nog tussen de veren te stoppen. In hetzelfde onderzoek blijkt het mogelijk een stamboom te genereren uit het steeds complexer worden van de gedragspatronen bij later geëvolueerde soorten. Deze stamboom bleef ook overeind na cladistisch onderzoek van hun DNA.

## De mens
In de sociale psychologie, de sociobiologie en de gedragsbiologie is er reeds lang discussie over het al dan niet bestaan van een menselijk instinct. Zo werd het bestaan van een moederinstinct bij de mens lange tijd betwijfeld: kindermoord, verwaarlozing, kindermishandeling, of de traditie van de minnemoeder, zijn voorbeelden die een instinctenpatroon als dat van moeder de gans weerspreken. Zelfmoord, zelfverbranding of mensen die zich uit vrije wil laten overrijden door een tank, tijdens protesten op het Tianmen-Plein, worden als voorbeelden aangevoerd tegen het bestaan van een overlevingsinstinct.
De hypothese van een bestaand menselijk instinct kan getoetst worden, door mensen bloot te stellen aan niet eerder opgedane ervaringen, om zo de leercomponent van het vertoonde gedrag uit te sluiten. Als er sprake is van instincten, zullen de uit het experiment resulterende gedragingen specifiek voor de soort mens, en voor alle geteste menselijke individuen uniform moeten zijn.
Op het sensomotorische vlak gaat het stimulus-respons- (of S-R)-patroon bij de mens niet op, aangezien de mens op één prikkel meerduidig (variabel) kan reageren (S1 ⇒ R1-R2-R3 enzovoort). Omgekeerd kan een bepaalde respons (R1) bij dezelfde leden van de soort, in dit geval de mens, verschillende stimuli oproepen (R1 ⇒ S1-S2-S3,...). Technisch uitgedrukt: er is een één-meerduidige relatie tussen S-R, en, er is ook een meer-eenduidige relatie tussen S-R.
Bij gewervelden zijn, naast instinctief gedrag, voorbeelden van aangeleerd gedrag te zien. Het feitelijke gedrag van dieren is een combinatie van instinctief vastgelegde patronen en aangeleerd gedrag. Een voorbeeld is de vogelzang, die soortspecifiek is met daarnaast per individu een heel scala aan geïmiteerde of spontane geluiden. Ook hier blijkt dat individuen uit evolutionair primitievere groepen als amfibieën een onveranderlijke soortspecifieke roep hebben, terwijl individuele zangvogels onderling een zeer gevarieerde zang vertonen.
Recente publicaties in de evolutionaire psychologie trachten het  menselijk instinct bij de mens in ere te herstellen, zij het als een adaptief gegeven, en los van de gangbare definitie.

### Oerinstincten
Volgens Mark van Vugt, professor in de evolutionaire psychologie aan de VU, bepalen vijf oerdriften het menselijk handelen: eigenbelang, sociale status, onbewust na-apen, kortzichtigheid en het negeren van niet direct oplosbare problemen.

## Wat instincten niet zijn
- Instincten kunnen bij de mens niet zomaar gelijkgesteld worden aan reflexen. De ooglidreflex en de kniepeesreflex bijvoorbeeld, zijn geen instincten, omdat ze enkelvoudig zijn, en niet worden aangestuurd door de hersenen.
- Driften en karaktereigenschappen als agressie, introversie en extraversie zijn evenmin instincten, maar behoren tot het domein van het temperament. Het zijn antennes of disposities (aanleg tot) die bepaalde gedragingen filteren of beïnvloeden.